# MV Cape Don
Le MV Cape Don est un ancien navire de service aux phares (en anglais, lighthouse tender), maintenant un navire-musée à Waverton en Nouvelle-Galles du Sud au nord de Sydney.
Construit et lancé par le State Dockyard (en) à Newcastle en Nouvelle-Galles du Sud en 1962 pour le Commonwealth Lighthouse Service, il a entretenu les phares, les bateaux-phares et les bouées de la côte australienne de 1963 au début des années 1990.

## Service

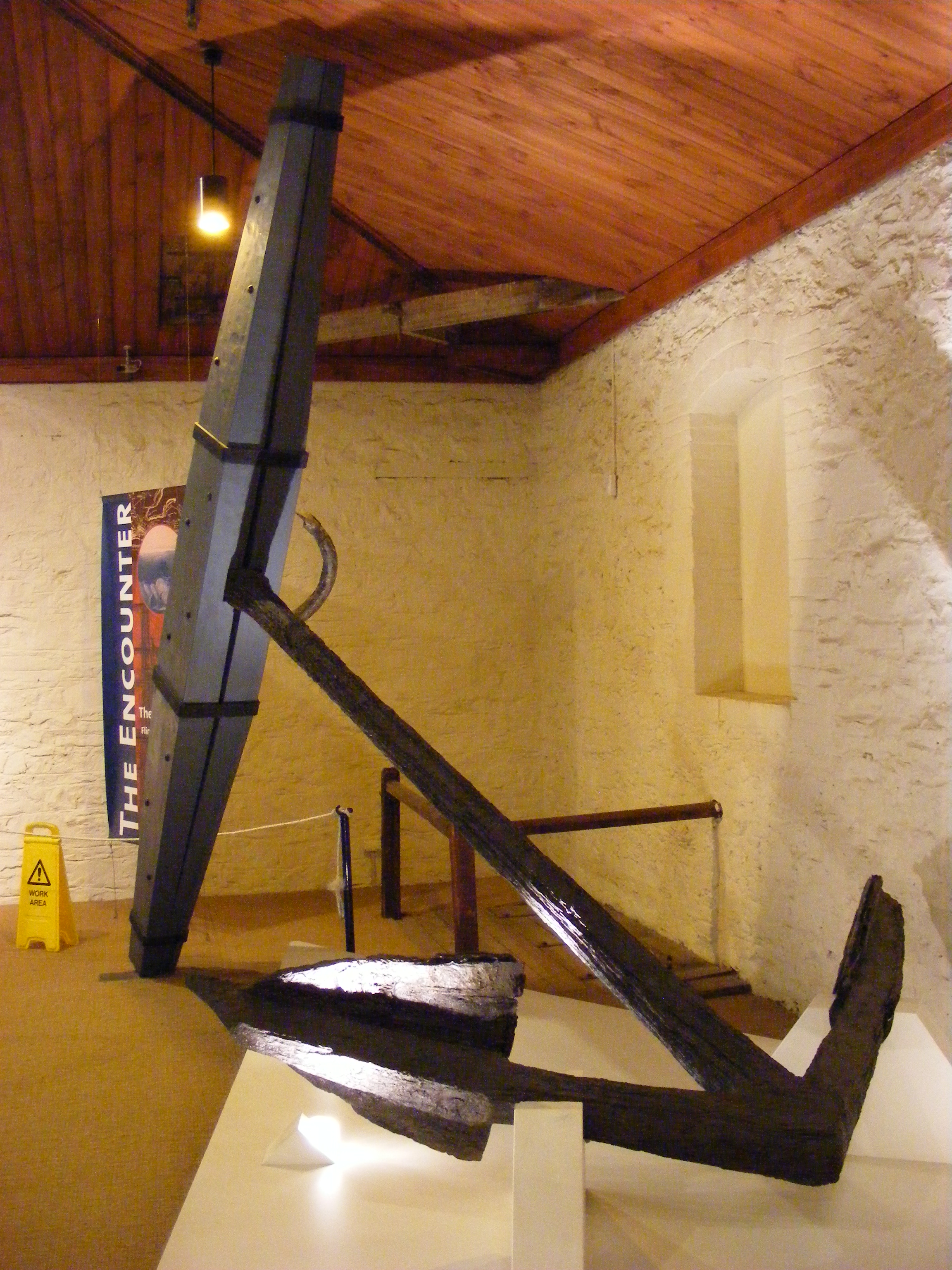
Une ancre du HMS Investigator

En 1973, le Cape Don a aidé à la récupération de deux ancres qui ont été larguées en 1803 du HMS Investigator (1801) (en) de la Royal Navy sous le commandement de Matthew Flinders.
En 1987, il a transporté la tour de l'ancien phare des îles Neptune (South Neptune Island Lighthouse (en)) à Port Adélaïde pour inclusion dans la collection du South Australian Maritime Museum.

## Préservation
Le navire fut restauré par le travail de passionnés pour devenir musée et navire-école. Il est inscrit au registre australien des navires historiques (Australian register of historic vessels.
Il est actuellement amarré à l'ancien quai de chargement de charbon à Balls Head Bay (Waverton, Nouvelle-Galles du Sud).